# Science News
Science News (SN) ist ein amerikanisches, zweiwöchentlich erscheinendes Magazin mit Artikeln über neue wissenschaftliche und technische Entwicklungen, die in der Regel aus aktuellen wissenschaftlichen und technischen Fachzeitschriften stammen.

## Geschichte
Science News wird seit dem 13. März 1922 von der Society for Science & the Public herausgegeben, einer 1920 von E. W. Scripps gegründeten gemeinnützigen Organisation. Die Gründung von Science News und die journalistischen Vorbereitungen erfolgten bereits 1921. Der amerikanische Chemiker Edwin Slosson war der erste Herausgeber der Zeitschrift. Von 1922 bis 1966 trug sie den Namen Science News Letter, mit der Ausgabe vom 12. März 1966 (Band 89, Nr. 11) wurde der Titel in Science News geändert.
Von 2007 bis 2012 war Tom Siegfried. 2012 wurde Eva Emerson wurde Chefredakteurin des Magazins. Im Jahr 2017 wechselte sie jedoch als Herausgeberin zum neuen digitalen Magazin Annual Reviews, und am 1. Februar 2018 übernahm Nancy Shute die Chefredaktion des Magazins.
Im April 2008 wurde die Zeitschrift von einem wöchentlichen Format auf das aktuelle zweiwöchentliche Format umgestellt, dabei wurde auch die Website neu gestaltet. Die Ausgabe vom 12. April (Band 173, Nr. 15) war die letzte wöchentliche Ausgabe. Die erste zweiwöchentliche Ausgabe (Band 173, Nr. 16) erschien am 10. Mai im neuen Design. 

## Ressorts
Die Artikel des Magazins sind unter „News“ zu finden:
- Life
- Matter and Energy
- Atom and Cosmos
- Body and Brain
- Earth
- Genes and Cells

Die Artikel auf der Titelseite des Magazins sind unter „Features“ zu finden.
Die Ressorts, die von Ausgabe zu Ausgabe konstant bleiben, sind:
- Editor’s Note – Eine Kolumne von Eva Emerson, der Chefredakteurin des Magazins, die in der Regel die wichtigsten Themen der aktuellen Ausgabe beleuchtet.
- Notebook – Eine Seite, die mehrere Abschnitte enthält:
  - Say What? – Eine Definition und Beschreibung eines wissenschaftlichen Begriffs.
  - 50 Years Ago – Ein Auszug aus einer älteren Ausgabe des Magazins.
  - Mystery Solved – Eine Erklärung der Wissenschaft, die dem täglichen Leben zugrunde liegt.
  - SN Online – Auszüge aus online veröffentlichten Artikeln.
  - How Bizarre... – Eine merkwürdige oder interessante Tatsache, die der Leserschaft der Zeitschrift vielleicht nicht bekannt ist.
- Reviews and Previews – Eine Diskussion über kommende und kürzlich veröffentlichte Bücher, Filme und Dienstleistungen.
- Feedback – Leserbriefe mit Kommentaren zu den jüngsten Artikeln von Science News.
- Comment – Ein Interview mit einem Forscher.

Die Ressorts des Internetauftritts sind (Stand März 2023):
- Life
- Humans
- Earth
- Space
- Physics

Zusätzlicher Punkt aus aktuellem Anlass, „nicht unter all Topics“:
- Coronavirus

Nur unter „all Topics“:
- Tech
- Chemistry
- Math
- Science & Society

## Re-Issue
Die Zeitschrift ist offensichtlich ein Re-Issue der am 1. November 1878 ins Leben gerufenen, 14-täglich erscheinenden Zeitschrift Science News aus Salem, MA, herausgegeben von S. E. Cassino.